# Îles de Furness
Pour les articles homonymes, voir Furness (homonymie).
Les îles de Furness sont un archipel de sept îles situées du sud-ouest à l'est de la péninsule de Furness, sur la côte anglaise de la mer d'Irlande. Il s'agit du troisième plus grand archipel d'Angleterre.
Elles sont généralement petites, la plus grande d'entre elles est l'île de Walney avec presque 13 km2. Elles font partie du district de Barrow-in-Furness.
Les principales îles sont : 
- Walney,
- Barrow,
- Sheep (en)
- Piel,
- Chapel (en),
- Foulney (en)
- Roa

Chapel, Piel, Foulney et Sheep sont accessibles à pied à marée basse. Cependant, ces passages sont très dangereux du fait de la remontée rapide de l'eau et des forts courants.

## Traduction
- (en) Cet article est partiellement ou en totalité issu de l’article de Wikipédia en anglais intitulé « Islands of Furness » (voir la liste des auteurs).